# Windows Sitzungs-Manager
Der Sitzungs-Manager ist eine Datei mit dem Namen smss.exe und Bestandteil der Windows-NT-basierten Betriebssysteme.
Beim Systemstart wird der Sitzungs-Manager nach dem Laden der Systemtreiber aufgerufen. Er hat die folgenden Aufgaben:
- Starten von CHKDSK, falls das System nicht ordnungsgemäß heruntergefahren wurde
- Erstellen von Umgebungsvariablen
- Starten des Win32-Subsystems (win32k.sys, winsrv.dll, csrss.exe). Dies ermöglicht das Starten der grafischen Benutzeroberfläche.
- Einrichten des virtuellen Speichers
- Ersetzen von Systemdateien, die im normalen Betrieb nicht ersetzt werden können
- Starten des Windows-NT-Anmeldungsprozesses winlogon.exe

Nach dem Start des Betriebssystems bleibt der Sitzungs-Manager im Speicher resident und wartet darauf, dass das System heruntergefahren wird, um die dazu notwendigen Maßnahmen einzuleiten.